# Arthurdendyus testaceus
Arthurdendyus testaceus is een platworm (Platyhelminthes). De worm is tweeslachtig. De soort leeft in of nabij zoet water.
Het geslacht Arthurdendyus, waarin de platworm wordt geplaatst, wordt tot de familie Geoplanidae gerekend. De wetenschappelijke naam van de soort werd, als Rhynchodemus testaceus, voor het eerst geldig gepubliceerd in 1880 door Hutton.

## Synoniemen
- Rhynchodemus testaceus (Hutton, 1880)
  - Geoplana testacea (Hutton, 1880)
  - Australopacifica testacea (Hutton, 1880)